# Полемис, Иоаннис

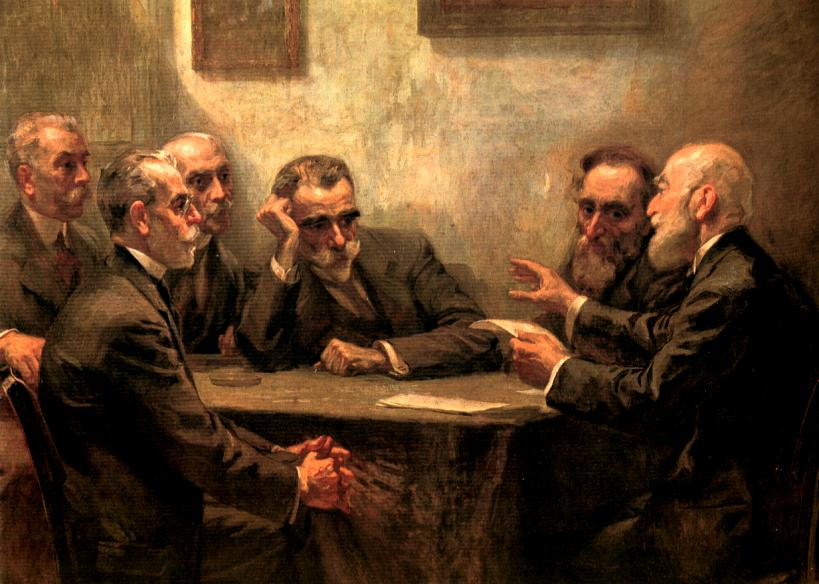
Худ. Ройлос, Георгиос. Члены новой афинской школы поэзии Стратигис, Дросинис, Полемис (третий слева), Паламас, Сурис, Провеленгиос

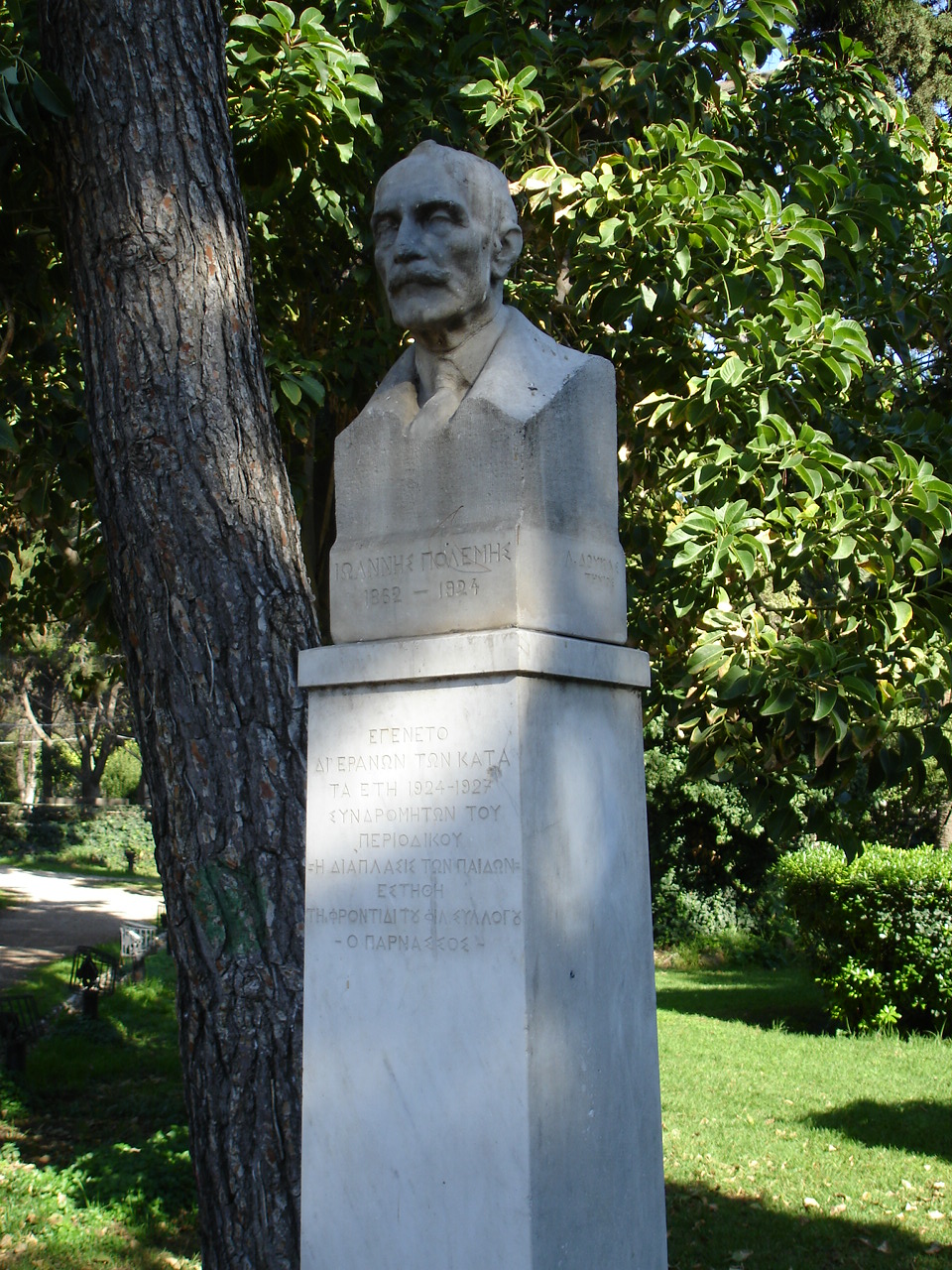
Бюст И. Полемиса в Афинах

Иоаннис Полемис  (греч. Ιωάννης Πολέμης; 1862, Афины — 28 мая 1924, Афины) — новогреческий поэт, драматург и переводчик. Представитель Новой Афинской школы поэзии.

## Биография
Родился в семье с давними византийскими корнями. Отец его был судьёй.
Изучал право в Афинском университете, затем два года — эстетику и историю искусств в Париже.
Вернувшись на родину, работал в Министерстве образования. В 1915 был секретарём факультета изобразительных искусств университета.
Был в числе основателей и первым президентом Общества греческой драматургии. В 1918 за вклад в греческую литературу был награждён правительством страны.
Умер в 1924 в Афинах от пневмонии.

## Творчество
Стихи начал писать в 13-летнем возрасте. Ранние стихи, следуя обычаю того времени, писал под влиянием пуристов. Был членом Новой Афинской школы поэзии.
Поэт сдержанной, сентиментальной, мелодично-лирической и драматической поэзии. Его стихи были очень популярны в греческом обществе, многие из них положены на музыку.
Иоаннис Полемис также писал драмы, стихи для детей, автор ряда рассказов, подготовил и отредактировал несколько антологий поэзии.
Занимался переводами. Так, им переведены с древнегреческого «Идиллии» Феокрита и «Электра» Эврипида, с французского «Мнимый больной» Мольера, «Собор Парижской Богоматери» и «Последний день приговорённого к смерти» Гюго и др.

### Сборники стихов
- Ποιήματα (1883)
- Χειμωνανθοί (1888)
- Αλάβαστρα (1900)
- Το Παλιό Βιολί (1909)
- Παιδική Λύρα (1914)
- Σπασμένα Μάρμαρα (1918)
- Ειρηνικά (1919)
- Εξωτικά (1921)
- Κειμήλια (1922)
- Εσπερινός (1923)
- Πρώτα Βήματα (1902, детские стихи)
- Λύρα (1910, антология детской поэзии)
- Παιδική Αύρα (1919, антология детской поэзии)

## Пьесы
- Ο τραγουδιστής
- Πτωχοπρόδρομος
- Ο Βασιλιάς ανήλιαγος
- Η γυναίκα
- Στη χώρα των παραμυθιών
- Το στοίχημα
- Το μαγεμένο ποτήρι
- Το Εικόνισμα
- Γελιμέρ
- Φρύνη
- Το όνειρο
- Στην άκρη του γκρεμού
- Μια φορά κι έναν καιρό